# Enosi Kendroon
Die Enosi Kendroon (griechisch Ένωση Κεντρώων EK, deutsch ‚Zentrumsunion‘) ist eine griechische politische Partei. Sie wurde am 2. März 1992 von Vasilis Leventis als Enosi Kendroon ke Ikologon (Ένωση Κεντρώων και Οικολόγων) gegründet. Der Name wurde kurz darauf geändert, um Verwechslungen mit ökologischen Parteien zu vermeiden. Die Partei beruft sich ideologisch auf die frühere Enosis Kendrou von Georgios Papandreou und Sophoklis Venizelos.
In ihrem Parteiprogramm spricht sich Enosi Kendroon für den Abbau des öffentlichen Sektors aus. Zahlungen der öffentlichen Hand an die politischen Parteien sollen abgeschafft werden. Die Einkommen von Politikern und Beamten sollen um die Hälfte reduziert werden. Parlamentsmandate sollen auf maximal zwölf Jahre begrenzt werden. Zusatzrenten für Personen mit einem Monatseinkommen von über 1000 Euro sollen abgeschafft werden. Die Partei befürwortet die Mitgliedschaft Griechenlands in der Europäischen Union und in der Eurozone.
Der Partei gelang es lange nicht, politische Mandate zu erringen. Im Januar 2015 erreichte sie bei der vorgezogenen Parlamentswahl mit 1,79 % einen Achtungserfolg, jedoch ohne einen Abgeordneten zu stellen. Bei der vorgezogenen Parlamentswahl im September 2015 konnte sie mit 3,43 % erstmals die Drei-Prozent-Hürde überwinden und mit 9 Abgeordneten ins Parlament einziehen. Bei der Parlamentswahl im Juli 2019 blieb sie dann wieder deutlich unter der Hürde und verpasste damit den erneuten Einzug ins Parlament.

## Ergebnisse bei Parlamentswahlen
| 1993                                  | 15.942  | 0,23 | 0 |
| 1996                                  | 48.677  | 0,72 | 0 |
| 2000                                  | 23.228  | 0,34 | 0 |
| 2004                                  | 19.531  | 0,26 | 0 |
| 2007                                  | 20.822  | 0,29 | 0 |
| 2009                                  | 18.278  | 0,27 | 0 |
| 2012 (Mai)                            | 38.376  | 0,61 | 0 |
| 2012 (Juni)                           | 17.191  | 0,28 | 0 |
| 2015 (Januar)                         | 110.827 | 1,79 | 0 |
| 2015 (September)                      | 186.457 | 3,43 | 9 |
| 2019                                  | 70.161  | 1,24 | 0 |
| Mai 2023                              | 22.449  | 0,38 | 0 |
| Juni 2023                             | 14.286  | 0,27 | 0 |
| Quelle: Griechisches Innenministerium |         |      |   |